# Laurencena
Laurencena é uma junta de governo da província de Entre Ríos, na Argentina.